# Alexander Milo
Alexander Milo (* 22. März 1980 in Reutlingen) ist ein deutsch-serbischer Schauspieler.

## Leben
Milo absolvierte von März 2003 bis September 2007 eine Schauspielausbildung an der Schauspielschule „Der Kreis“ (Fritz-Kirchhoff-Schule) in Berlin, die er mit dem Diplom als staatlich-geprüfter Schauspieler abschloss. Von 2012 bis 2014 besuchte er außerdem regelmäßige Schauspielcoachings bei Sigrid Andersson (Die Tankstelle) in Berlin.
Während seiner Ausbildung hatte er Theaterengagements an der Brotfabrik Berlin (2004), am Berliner Ensemble (2005; als Soldat in Die Schändung; Regie: Claus Peymann) und an der Schiller-Theater Werkstatt (2007; als Sohn Rico in Nachtblind von Darja Stocker). Anschließend folgten Bühnenauftritte am Theater TIK in Berlin (2008) und in der Spielzeit 2009/10 am Neuen Theater Hannover; dort spielte er den Gavin in dem Theaterstück Ladies’ Night von Anthony McCarten.
Erste Filmrollen übernahm Milo ab 2006/2007. Milo hatte Rolle in Kurzfilmen, Spielfilmen, in Fernsehfilmen und in verschiedenen Fernsehserien. 2009 hatte er eine Episodenhauptrolle in der Fernsehserie Der Lehrer, wo er Dusan Sabic, eine Figur aus ehemaligen Jugoslawien, spielte. Im September 2009 war er in den Folgen 4315–4323 in der RTL-Soap Gute Zeiten, schlechte Zeiten zu sehen; er spielte Michael Kammerlander, den aus München kommenden Kurzzeitflirt der Serienfigur Pia Koch. 2010 hatte er eine Episodennebenrolle in der ARD-Fernsehserie Großstadtrevier; er spielte den charmanten Glasergesellen und Prüfling Vural.
In dem Tatort-Krimi Hinkebein (2012) verkörperte Milo den russischen Polizeiermittler Andrej Kopalski, der sich intensiv für Kommissar Thiels Assistentin Nadeshda Krusenstern (Friederike Kempter) interessiert. In dem ZDF-Fernsehfilm Ein Teil von dir (2012) aus der Katie Fforde-Reihe spielte er den Landschaftsgärtner Carl Jasson.
Eine durchgehende Serienrolle hatte er als Polizeiermittler Milos Tosic in der ZDF-Kinderserie Die Pfefferkörner (2013). Außerdem spielte er eine wiederkehrende Serienrolle in der ARD-Krimiserie Heiter bis tödlich: Alles Klara; dort verkörperte er Thomas Wolff, den Nachbarn der Serienfigur Klara Degen (Wolke Hegenbarth).
In Episodenrollen war er auch in den Serien Ein Fall von Liebe (2014; als Bauleiter Henning Reichert) und SOKO Leipzig (2015; als Polizeibeamter Malte Rösner) zu sehen. In der ZDF-Serie Der Alte verkörperte er in einer im März 2016 erstausgestrahlten 90-minütigen Folge in Spielfilmlänge den kroatischen Barkeeper und Callboy Mirko Jankovic. In der ZDF-Serie Letzte Spur Berlin (2017) spielte er in einer Episodenhauptrolle Jovan Petrovic, den Lebensgefährten einer polyamoren Sexual-Therapeutin.
Von September 2017 bis November 2023 spielte Milo in der RTL-Serie Unter uns den Kommissar und späteren Privatermittler Jakob Huber.
In der 7. Staffel der TV-Serie In aller Freundschaft – Die jungen Ärzte (2021) übernahm er eine Episodenhauptrolle als stark tätowierter Patient und Extremsportler Darius Abada. In der 16. Staffel der ZDF-Serie Notruf Hafenkante (2022) war er in einer Episodenrolle als tatverdächtiger Zuhälter Adnan Bala zu sehen.
Milo wuchs mit Serbokroatisch/Serbisch als Muttersprache auf und spricht außerdem fließend Kroatisch. Er lebt in Köln.

## Filmografie (Auswahl)
- 2007: Wie man sich umbringt ohne zu sterben (Kurzspielfilm)
- 2008: Withered Flowers Blooming (Kurzfilm)
- 2009: Ich lieb Dich nicht wenn Du mich liebst (Kurzfilm)
- 2009: Der Lehrer (Fernsehserie; Folge: Corinna)
- 2009: Gute Zeiten, schlechte Zeiten (Fernsehserie; Seriennebenrolle)
- 2010: Großstadtrevier (Fernsehserie; Folge: Jimmy Heinrich war ein Seemann)
- 2011: Herzflimmern – Die Klinik am See (Fernsehserie; Seriennebenrolle)
- 2012: Tatort: Hinkebein (Fernsehfilm)
- 2012: Bissige Hunde (Fernsehfilm)
- 2012: Who is Hu (Kurzfilm)
- 2012: Katie Fforde: Ein Teil von dir (Fernsehfilm)
- 2013: Die Pfefferkörner (Fernsehserie; Serienrolle)
- 2013: Heiter bis tödlich: Alles Klara (Fernsehserie; Serienrolle)
- 2014: Ein Fall von Liebe (Fernsehserie; Folge: Sturz ins Bodenlose)
- 2014: 37 (Spielfilm)
- 2015: SOKO Leipzig (Fernsehserie; Folge: Schuss durch die Tür)
- 2015: Mila (Fernsehserie)
- 2015: Alarm für Cobra 11 – Die Autobahnpolizei (Fernsehserie; Folge: Vendetta)
- 2016: Der Alte (Fernsehserie; Folge: Liebesrausch)
- 2017: Letzte Spur Berlin (Fernsehserie; Folge: Liebesreigen)
- 2017–2023: Unter uns (Fernsehserie)
- 2019: Die Füchsin – Schön und tot
- 2019: Wilsberg: Ins Gesicht geschrieben (Fernsehreihe)
- 2021: In aller Freundschaft – Die jungen Ärzte (Fernsehserie; Folge: Vergissmeinnicht)
- 2022: Notruf Hafenkante (Fernsehserie; Folge: Letzte Warnung)
- seit 2023: Die Landarztpraxis (Fernsehserie)